# لوسي جوردون
لوسي جوردون (بالإنجليزية: Lucy Gordon)‏ (1980 – 2009م) هي ممثلة أفلام، وممثلة، وعارضة، من المملكة المتحدة، ولدت في أكسفورد، توفيت في باريس، عن عمر يناهز 29 عاماً بسبب انتحار شنقًا.

## وصلات خارجية
- لوسي جوردون على موقع IMDb (الإنجليزية)
- لوسي جوردون على موقع الموسوعة البريطانية (الإنجليزية)
- لوسي جوردون على موقع روتن توميتوز (الإنجليزية)
- لوسي جوردون على موقع ألو سيني (الفرنسية)
- لوسي جوردون على موقع ميوزك برينز (الإنجليزية)
- لوسي جوردون على موقع تيرنر كلاسيك موفيز (الإنجليزية)
- لوسي جوردون على موقع أول موفي (الإنجليزية)
- لوسي جوردون على موقع قاعدة بيانات الأفلام السويدية (السويدية)
- لوسي جوردون على موقع ديسكوغز (الإنجليزية)
- لوسي جوردون على موقع قاعدة بيانات الفيلم (الإنجليزية)